# Buiktandje
Het buiktandje (Gerris odontogaster) is een wants uit de familie van de Gerridae (Schaatsenrijders). De soort werd het eerst wetenschappelijk beschreven door Johan Wilhelm Zetterstedt in 1828.

## Uiterlijk
De tamelijk kleine schaatsenrijder kan zeer kortvleugelig (micropteer) en langvleugelig (macropteer) gevonden worden en kan 7 tot 9 mm lang worden. Het lijf van de grotendeels zwarte wants is bedekt met goudkleurige beharing. Het halsschild is donker maar heeft in het midden in de lengterichting een opstaand randje (kiel) die er bij een bepaalde lichtval als een lichte middenstreep uitziet. Het voorste gedeelte heeft een onduidelijke gele lijn aan de zijkanten. Het achterlijf is ook zwart maar heeft een geelrode buitenrand (connexivum). De wants heeft zijn naam te danken aan de twee forse doorns die de mannetjes aan de onderkant van hun achterlijf hebben. Bij de vrouwtjes lijkt het laatste achterlijfsegment enigszins van de onderkant uitgehold. De antennes zijn geheel zwart en de pootjes bruin. De voorste dijen zijn grotendeels zwart met een klein geel gedeelte aan het begin. De wants kan verward worden met de poelschaatsenrijder (Gerris lacustris), die is echter groter, heeft geen duidelijk begrensde gele voordijen en de stekels aan de onderkant van het achterlijf ontbreken. Het buiktandje lijkt ook op de bosschaatsenrijder (Gerris gibbifer), maar die is ook groter, heeft een korte gele middenlijn vooraan op het halsschild en eveneens geen 'buiktandjes'. Een andere schaatsenrijder uit hetzelfde genus lijkt er ook op, de zilveren schaatsenrijder (Gerris argentatus), daar ontbreken ook de kenmerkende tandjes op de onderkant van het achterlijf en die heeft de zilverwitte haartjes achter het halsschild. Ten slotte lijkt de wants ook nog op de bruine schaatsenrijder (Gerris thoracicus) maar ook die heeft tandjes op de onderkant van het achterlijf en heeft een koperkleurige beharing, gele antennes en een gele vlek achter het halsschild.

## Leefwijze
De wants leeft aan de oppervlakte van het water. Ze kunnen over het wateroppervlak lopen en ze jagen op kleine insecten, die vlak onder het wateroppervlak leven, bijvoorbeeld muggenlarven, maar vooral van insecten, die in het water zijn gevallen. De soort doorstaat de winter als volwassen dier. Er zijn twee generaties per jaar, een kortlevende kortvleugelige generatie in juni en juli en daarna een langvleugelige vorm die overwintert. De nimfen kunnen van mei tot oktober worden aangetroffen in alle licht beschaduwde, permanente, langzaam stromende of stilstaande wateren met veel oevervegetatie.

## Leefgebied
De soort komt in Nederland weer algemeen voor en werd begin 20e eeuw nog als zeldzaam beschouwd. De wants komt voor in Europa en in grote delen van Azië tot in het Verre Oosten.